# Los Pozos, Guerrero
Los Pozos är en ort i Mexiko.   Den ligger i kommunen Coyuca de Catalán och delstaten Guerrero, i den södra delen av landet, 220 km sydväst om huvudstaden Mexico City. Los Pozos ligger 356 meter över havet och antalet invånare är 154.
Terrängen runt Los Pozos är kuperad österut, men västerut är den platt. Runt Los Pozos är det glesbefolkat, med 8 invånare per kvadratkilometer. Närmaste större samhälle är Ciudad Altamirano, 16,3 km öster om Los Pozos. I omgivningarna runt Los Pozos växer huvudsakligen savannskog.